# Синерезис
Синере́зис — явище самочинного зменшення розмірів гелю за рахунок виділення дисперсійного середовища, що втримується в структурі гелю. Синерезис обумовлений зростанням числа й міцності контактів між частками і супроводжується виникненням кристалізаційних містків між частками.
Мимовільний перехід коагуляційної структури в конденсаційно-кристалізаційну з вижиманням рідини — типовий приклад синерезису. До синерезису спонукають фактори, які сприяють коагуляції.
Явище має важливе значення в технології гум, хімічних волокон, пластмас, при виробництві сиру, в хлібопеченні.